# Nierozłączka rudogłowa
Nierozłączka rudogłowa, nierozłączka Fischera (Agapornis fischeri) – gatunek małego ptaka z rodziny papug wschodnich (Psittaculidae) występujący w Afryce Wschodniej. Bliski zagrożenia wyginięciem, często spotykany w hodowlach.
Gatunek bardzo odporny i adaptatywny (z wyjątkiem niskich temperatur), często zdarza mu się skutecznie wywalczać przestrzeń i miejsca do lęgów w rywalizacji z większymi ptakami. 
Istnieją w hodowlach mutacje barwne tej podstawowej odmiany (np. mutacja niebieska, żółta i lutino), jednak nieliczne w porównaniu z uzyskanymi z innych gatunków nierozłączek.
Nazywane są nierozłączkami (ang. lovebirds) z powodu silnie afiliatywnych zachowań przejawianych względem partnerów. Nierozłączki zwykle spędzają czas siedząc razem, muskając sobie nawzajem piórka, gruchając do siebie i wymieniając czułości. Łatwe i raczej bezproblemowe w jednogatunkowej hodowli, ptaki te nie wymagają dużej wiedzy od właściciela i dobrze nadają się dla początkujących hodowców papug. 

## Systematyka
Gatunek został opisany naukowo w 1887 roku przez niemieckiego ornitologa Antona Reichenowa, który nazwał go na cześć współodkrywcy, Gustava Fischera. Nie wyróżnia się podgatunków. Nierozłączka rudogłowa w przeszłości bywała czasem łączona w jeden gatunek z nierozłączką czarnogłową (A. personatus), sporadycznie także z nierozłączką krasnogłową (A. lilianae) i czarnolicą (A. nigrigenis).

## Zasięg występowania
Afryka Wschodnia – północna Tanzania, m.in. okolice Jeziora Wiktorii i Park Narodowy Serengeti. Zalatuje też do Rwandy i Burundi. Z powodu przerzedzenia na oryginalnych stanowiskach wywołanego nielegalnym odłowem, obecnie spotyka się je głównie na terenach gęsto zalesionych, w małych koloniach liczących 4–5 ptaków. Introdukowane populacje żyją w miastach Tanga i Dar es Salaam na wybrzeżu Tanzanii oraz w Kenii – w Mombasie, Nairobi, Athi River, Naivashy i Isiolo. Niewielka introdukowana populacja zamieszkuje także miejscowość Saint-Jean-Cap-Ferrat w południowo-wschodniej Francji, jednak hybrydyzacja z również introdukowaną nierozłączką czarnogłową i kilka surowych zim znacząco zredukowały liczebność tych papug i według danych z roku 2016 gatunek ten nie będzie w stanie się tu utrzymać.

## Morfologia
Długość ciała ok. 15 cm, masa ciała 42–58 g, tułów dość krępy, ogon krótki. Korpus w kolorze jasnej zieleni. Na skrzydłach upierzenie szmaragdowo-zielone z ciemniejszymi lotkami. Łeb i szyja żółto-pomarańczowo-czerwone. Głowa proporcjonalnie duża w stosunku do reszty ciała. Ogon o barwie ciemnozielonej, z kuprem niebiesko-fioletowym. Kolor dzioba – intensywnie czerwony. Oczy duże, czarne z białą obwódką nagiej skóry dookoła. Cztery przeciwstawnie ustawione palce, skóra nóg szaro-różowa.
Dymorfizm płciowy
U nierozłączek rudogłowych jest brak różnic w upierzeniu i wielkości, rozróżniane są jedynie po kształcie czaszki (dłuższa i niżej wysklepiona u samców) oraz na podstawie możliwego szerszego rozstawienia kości łonowych u odbywających lęgi samic (już w okresie dojrzałości). Niektóre źródła donoszą o odrobinę mniej jaskrawym ubarwieniu samiczek.
Wygląd młodych
Młode nierozłączki tej odmiany można odróżnić od starych po mniej intensywnym, matowym ubarwieniu i małej czarnej plamce na górnej połowie dzioba, przy woskówce (plamka znika po ok. 2 miesiącach od wyjścia z budki lęgowej). U młodych papug biała obwódka skórna wokół oka powinna być nieco cieńsza.

## Ekologia i zachowanie
Głos
Gatunek hałaśliwy. Nierozłączki rudogłowe wydają szeroką gamę odgłosów, od ćwierkania, szczebiotania i wysokich skrzeków po gwizdy i trele.
Długość życia
10–15 lat
Sezon lęgowy

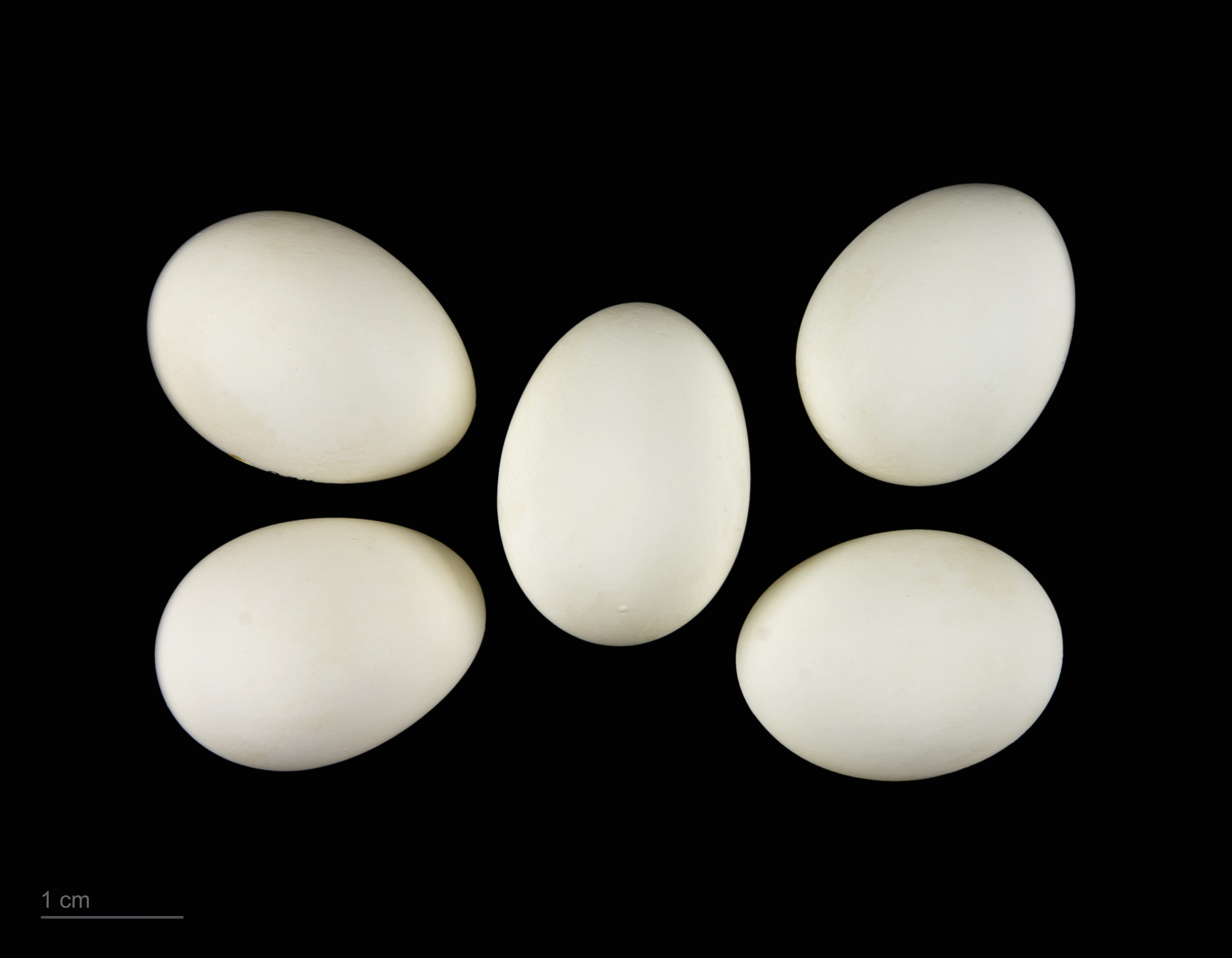
Jaja z kolekcji muzealnej

W naturze w okolicach maja – lipca, jednak u nierozłączek trzymanych w niewoli lęgi mogą wystąpić także w innych miesiącach. W naturze gniazdują w naturalnych zagłębieniach w skałach, drzewach, budynkach, zasiedlają też porzucone gniazda innych gatunków.

## Hodowla
Psychika

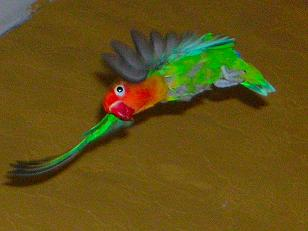
Nierozłączka rudogłowa w locie

Nierozłączki rudogłowe są towarzyskie, ciekawskie i aktywne. To ptaki inteligentne, łatwo uczą się prostych sztuczek, choć ich zdolności naśladowania mowy są niewielkie. Wymagają dużo stymulacji i poświęcania uwagi przez właściciela, inaczej łatwo popadają w nudę i przejawiają działania destrukcyjne. Nierozłączkom rudogłowym należy zapewnić dużo zabawek i możliwości interakcji z otoczeniem. Uwielbiają „eksplorować” otoczenie dziobem, w związku z czym ważne jest, aby nie miały dostępu do substancji szkodliwych. Ich dewastacyjne skłonności lepiej przekierować na wszelkiego rodzaju gryzaki dla papug i świeże gałązki drzew i krzewów, które bardzo lubią obgryzać.
Klatka

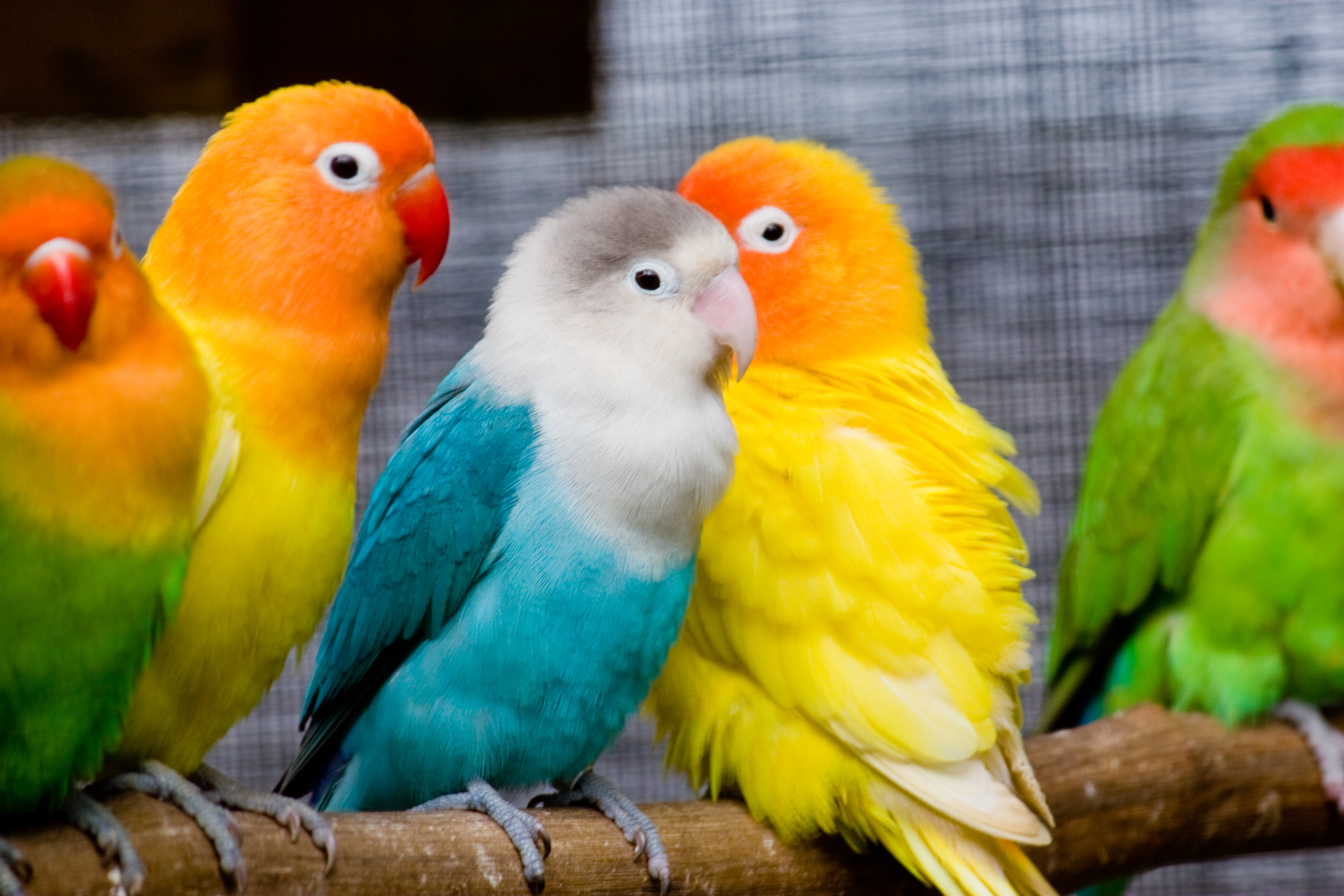
Nierozłączki rudogłowe na żerdzi, widoczne mutacje lutino (pomarańczowo-żółta) i niebieska

Powinna być ustawiona w ruchliwej części domu, jednak nie bezpośrednio na słońcu z uwagi na ryzyko przegrzania ptaków. Dla pary wymagana długość boku to 60 cm. Jeszcze większe powinny być klatki służące do rozmnażania nierozłączek. Papużki te są bardzo aktywne, w związku z czym należy zadbać o umieszczenie w klatce co najmniej 2 żerdzi ustawionych niedaleko ścianek, aby ptaki mogły przefruwać między nimi i zażywać odrobinę ruchu.
Rozród
W niewoli notorycznie zdarza im się zabierać budki lęgowe nawet większym papugom. Parom zapewnić należy drewniane budki lęgowe o wymiarach 15×15×20 cm, mocując budkę w górnym narożniku klatki. Zazwyczaj do lęgów przystępują ptaki mające 12 miesięcy. W niewoli samica składa zwykle 3–8 jaj, z których po 23 dniach wykluwają się młode (zdolne do latania po 38–42 dniach).
Żywienie
Podstawowym pokarmem są mieszanki ziaren (ok 65–80%), koniecznie uzupełniane o dodatki warzywne (15–30%, składające się z zieleniny, strąków, kolb kukurydzy, itd.) i owocowe (5%, np. kawałeczki jabłka, winogrona, melona). Można również podawać kiełki, proso i ryż. Nierozłączki karmione tylko ziarnem z czasem podupadają na zdrowiu. Dla młodych papużek albo podczas lęgów dietę warto uzupełnić o gotowane, poszatkowane jajko lub gotowe pokarmy zawierające jajka (np. mieszanki jajeczne czy kolby z dodatkiem jajka).
Uwagi
Coraz powszechniej uważa się, że trzymanie papug pojedynczo jest właściwe. Nie jest to prawdą z prostej przyczyny – papugi w naturze żyją w stadach, parach. Hodowane samotnie cierpią z braku partnera, fizycznie i psychicznie: często  okaleczają się. Krzyczą i są sfrustrowane. Życie razem z drugą papugą tego samego gatunku poprawia życie ptaków domowych w każdej sferze bytu.

## Status
Międzynarodowa Unia Ochrony Przyrody (IUCN) uznaje nierozłączkę rudogłową za gatunek bliski zagrożenia (NT – Near Threatened). W 1987 roku była najczęściej spotykanym ptakiem w handlu międzynarodowym, a intensywny odłów doprowadził do znacznych spadków liczebności populacji na wolności. W 1995 odłów na eksport został zakazany. Na handel przeznacza się obecnie osobniki urodzone i odchowane w niewoli. Liczebność populacji na wolności szacuje się na 290 205 – 1 002 210 osobników. Trend liczebności populacji uznaje się za spadkowy. Papuga ta została wpisana do Załącznika II konwencji waszyngtońskiej.